# Benedetto Falier
Benedetto Falier (XII secolo – tra marzo e agosto 1207) è stato un patriarca cattolico italiano.

## Biografia
Patrizio appartenente alla nota famiglia Falier, nel 1180, essendo parroco a Santa Maria Zobenigo, fu nominato primicerio della basilica di San Marco. Questa figura ecclesiastica era, per importanza, subordinata ai vari vescovi veneziani, ma era la prima tra gli altri membri del clero. Aveva prestigio anche in campo rappresentativo; per esempio, doveva ricevere il nuovo doge sul portale di San Marco, consegnandoli le insegne del potere (cosa che effettivamente fece nel 1192, con l'elezione di Enrico Dandolo).
Nel 1195 fu impegnato nelle trattative che riconobbero come proprietà del monastero di San Zaccaria il borgo e la corte di Ronco, presso Verona. Il Falier si recò più volte a Verona, assieme ad altri ecclesiastici e nobili veneziani, a testimonianza degli interessi che aveva la Serenissima nella zona.
Il suo nome figura anche in un documento del 1199, che lo ricorda come testimone nell'acquisto di uno schiavo slavo da parte del vescovo di Chioggia.
Nel 1201 venne nominato patriarca di Grado, non senza problemi. Nel settembre dello stesso anno, papa Innocenzo III chiedeva agli elettori (più tardi vennero contattati anche il doge e i canonici di Grado) di mandare il Falier alla Curia Romana per esaminare la regolarità dell'elezione e le sue capacità. Una lettera del dicembre successivo fa intendere che la questione era stata affidata a un legato pontificio. Rimasero irrisolti, invece, i dubbi del papa attorno all'ordinazione episcopale del nuovo patriarca e il 20 gennaio 1205 incaricò il vescovo di Ferrara Ugo di indagare in proposito.
Il Falier fu poi coinvolto negli attriti tra poteri ecclesiastici sorti in seguito alla Quarta crociata. Nel 21 febbraio 1205, dopo l'assedio di Costantinopoli, venne istituita la figura del patriarca latino di Costantinopoli e eletto come tale un altro veneziano, Tommaso Morosini. Il pontefice gli conferì di conseguenza beni e privilegi che però si sovrapponevano al patriarca di Grado; in particolare, quest'ultimo, essendo la massima carica ecclesiastica lagunare, rivendicava diritti sulle chiese veneziane che sorgevano entro i confini bizantini e impugnò a suo favore la bolla Inter omnia caeli sidera di Adriano IV (1157). La questione si risolse a favore del Falier, in quanto il 15 maggio dello stesso anno il Morosini rinunciava alla giurisdizione sulle dipendenze gradensi in Costantinopoli, nonostante ne fosse stato investito dal pontefice.
Appare ancora in vita nel marzo del 1207, ma nell'agosto successivo risulta ormai morto, essendo stato già nominato il suo successore Angelo Barozzi.